# Суховоля (Сташовський повіт)
Суховоля (пол. Suchowola) — село в Польщі, у гміні Осек Сташовського повіту Свентокшиського воєводства.
Населення — 1068 осіб (2011).
У 1975-1998 роках село належало до Тарнобжезького воєводства.

## Демографія
Демографічна структура на день 31 березня 2011 року:
|          | Загалом | Допрацездатний вік | Працездатний вік | Постпрацездатний вік |
| -------- | ------- | ------------------ | ---------------- | -------------------- |
| Чоловіки | 546     | 113                | 360              | 73                   |
| Жінки    | 522     | 124                | 278              | 120                  |
| Разом    | 1068    | 237                | 638              | 193                  |